# Force Femmes
Force Femmes est une association loi de 1901, créée en 2005, se consacrant à l'emploi des femmes de plus de 45 ans. Depuis 2018, l'association est présidée par Véronique Morali.  

## Historique
L'association est créée en France en 2005 par des dirigeantes d'entreprises, notamment Véronique Morali, Anne Méaux, et Françoise Holder, et bénéficie du concours d'une soixantaine d'entreprises dont Coca-Cola, Carrefour, L'Oréal, Generali, Google, AG2R La Mondiale, Casino etc.,,. Elle a pour but de faciliter l'insertion sur le marché du travail des femmes de plus de 45 ans, soit comme salariée soit comme créatrice d'entreprise,. 
Depuis la création de Force Femmes, l'association a aidé 30 000 femmes, dont 3000 en 2017. Elle agit en accompagnement des candidates, et en sensibilisation des recruteurs et des pouvoirs publics,, sur l'ensemble du territoire. Elle compte à ce jour 15 antennes à travers la France.